# NGC 4648
NGC 4648 في الفهرس العام الجديد، هي مجرة، تقع في كوكبة التنين. اكتشفت في 22 نوفمبر 1797 بواسطة ويليام هيرشل.

## روابط خارجية
- NGC 4648 على موقع ويكي سكاي: DSS2, SDSS, GALEX, IRAS, Hydrogen α, X-Ray, Astrophoto, Sky Map, Articles and images